# Drempt

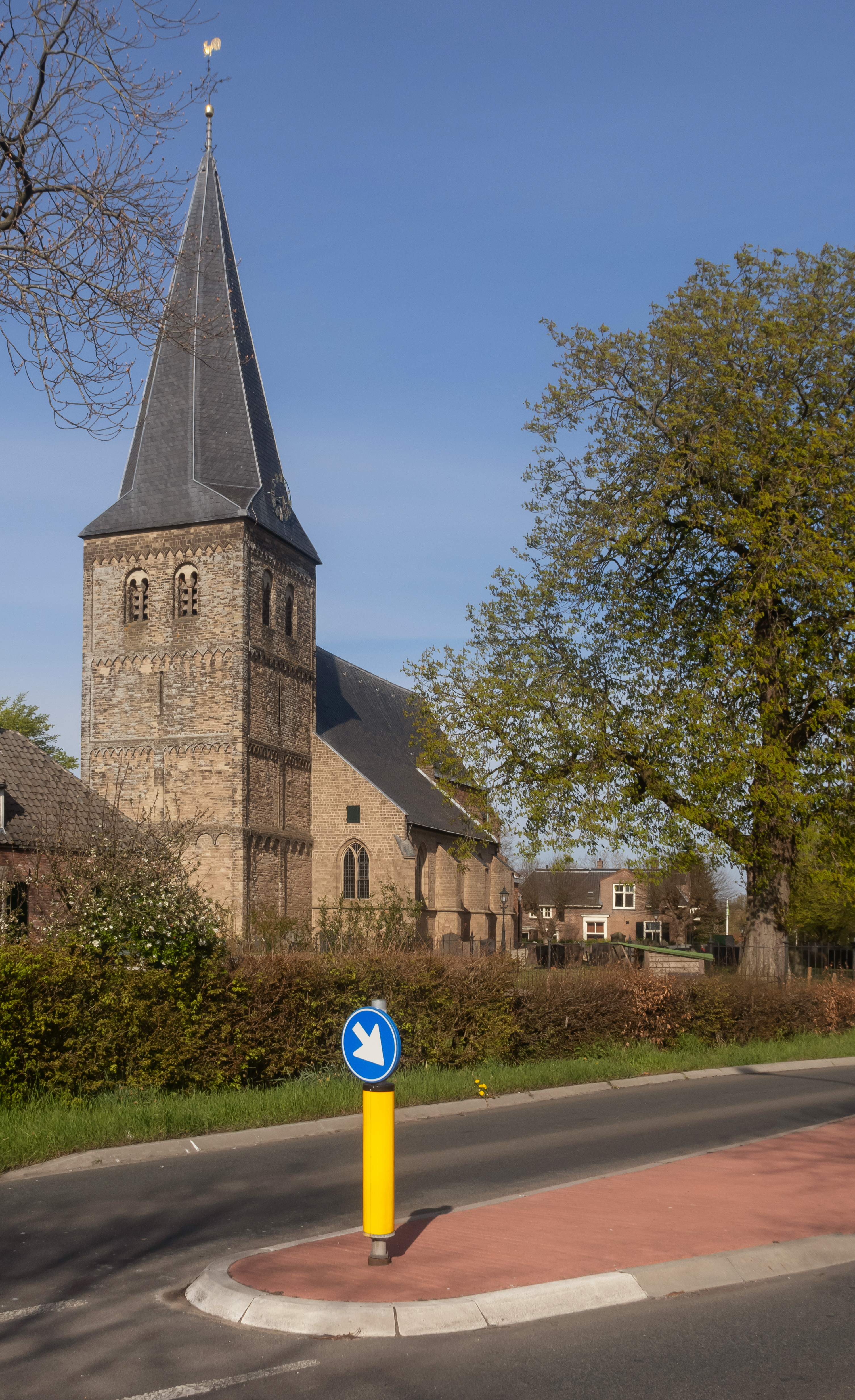
Voor-Drempt, l'église protestante (kerk Sint Joris)

Drempt est une localité située dans la commune néerlandaise de Bronckhorst, dans la province de Gueldre, composée des villages de Voor-Drempt et d'Achter-Drempt.

## Personnalités
- Klaas Jan Huntelaar, footballeur néerlandais